# Móricz Zsigmond körtér (Metró Budapest)
Móricz Zsigmond körtér ist eine 2014 eröffnete Station der Linie M4 der Metró Budapest und liegt zwischen den Stationen Újbuda-központ und Szent Gellért tér – Műegyetem. 
Die Station befindet sich am gleichnamigen Platz (nach Zsigmond Móricz benannt) im XI. Budapester Bezirk (Újbuda).

## Galerie

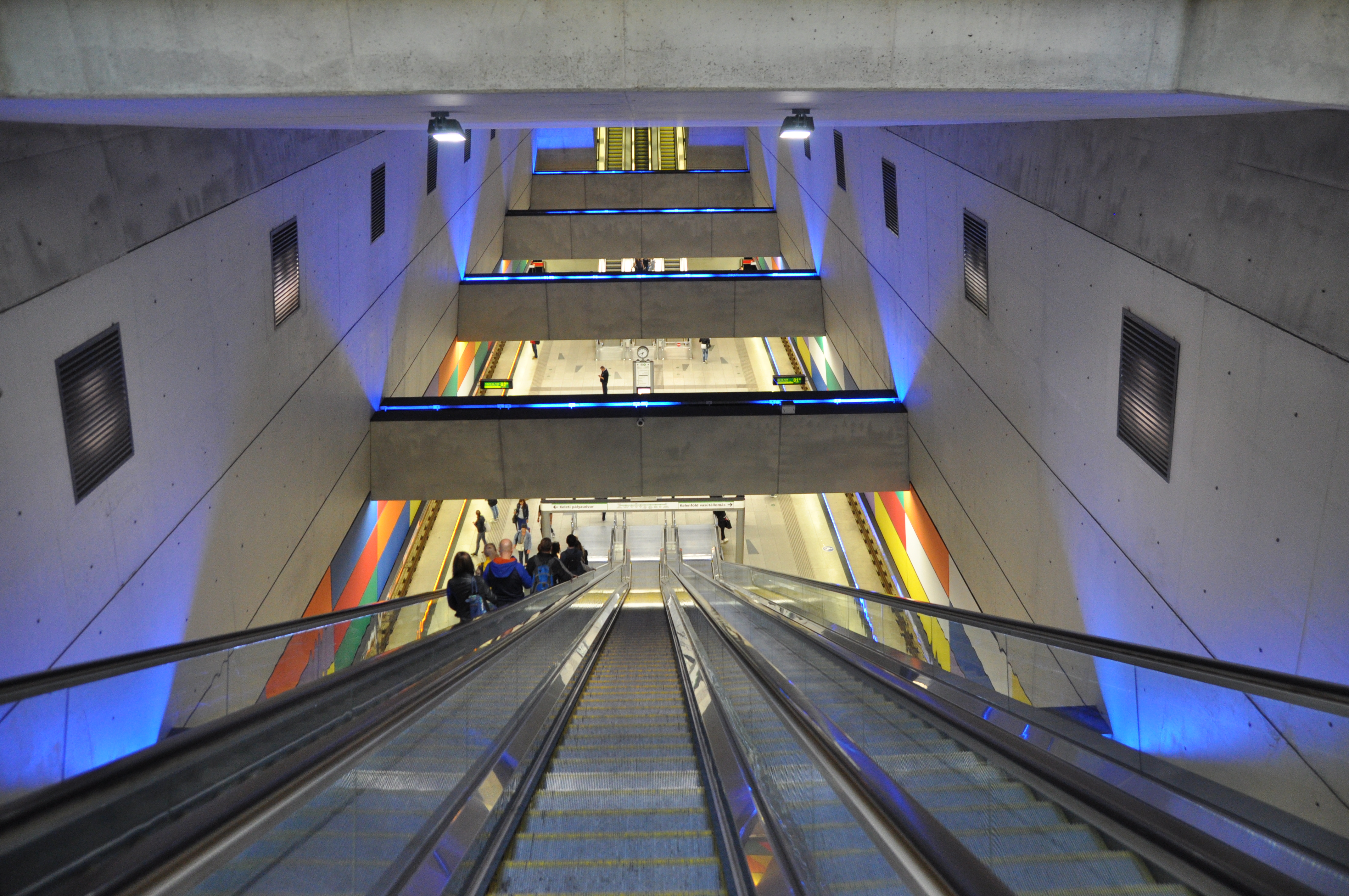
Rolltreppen
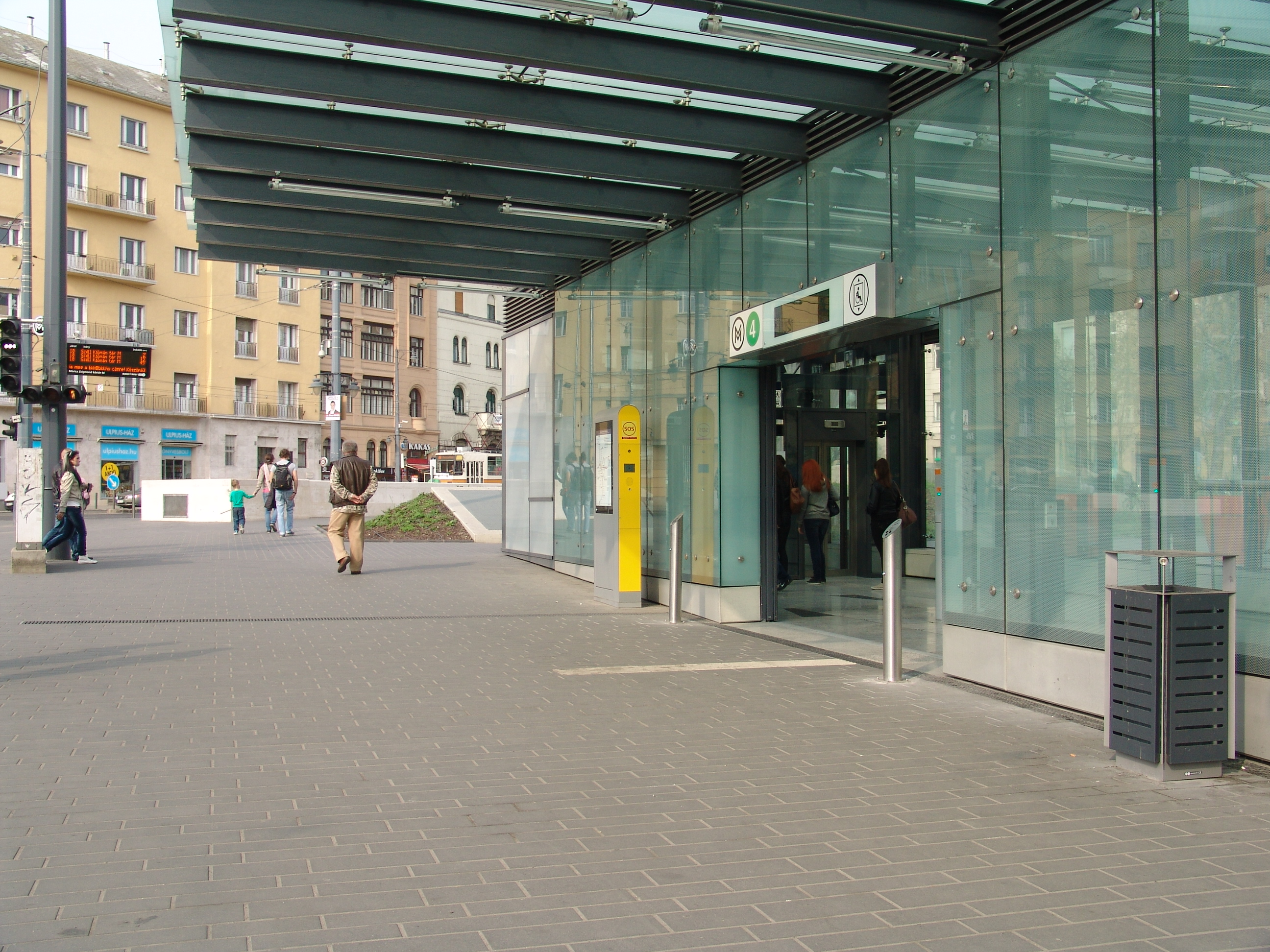
Zugang